# Теория управления
Тео́рия управле́ния — наука о принципах и методах управления различными системами, процессами и объектами.
Теоретической базой теории управления являются кибернетика и теория информации.
Суть теории управления состоит в построении на основе анализа данной системы, процесса или объекта такой абстрактной модели, которая позволит получить алгоритм управления ими в динамике, — для достижения системой, процессом или объектом состояния, которое требуется целями управления.
Теория управления, как и любая другая наука, имеет свои предмет, функцию, цели, задачи и методы. При этом методы теории управления довольно сильно различаются в зависимости от области применения, — в кибернетике, прикладной математике, компьютерном программировании, социологии, политологии, правоведении, в экономике.
Теория управления — это развивающаяся теория, особенно начиная с последних десятилетий XX века, когда её принципы оказались полезны при решении задач компьютерного моделирования различных систем, процессов и объектов, позволяющего существенно увеличить возможности автоматизации человеческого труда.

## История
Первое самоуправляемое устройство было построено Ктезибием из Александрии (примерно в 250 году до н. э.). Его водяные часы использовали сифон как регулятор потока воды. До этого изобретения считалось, что только живые существа способны модифицировать своё поведение в ответ на изменения в окружающей среде.
Следующим шагом в развитии саморегулирующихся систем управления с обратной связью стали термостат Корнелиуса Дреббеля (1572—1633), и центробежный регулятор паровой машины Джеймса Уатта (1736—1819).
Математическая теория устойчивых систем с обратной связью была разработана в XIX веке.
В связи с развитием паровых машин потребовались регуляторы, которые могли бы автоматически поддерживать установившийся режим их работы. Универсальность математических методов, полученных в данной теории, перевела её в область наук, занимающихся изучением абстрактных математических объектов, а не их конкретных технических реализаций.
Родоначальником непосредственно «математической теории управления» можно считать Александра Михайловича Ляпунова — автора классической теории устойчивости движения (1892).
По замечанию Захирджана Кучкарова (2015): «Никаких теорий управления до 1960-х годов, даже осмысления их не было».

## Определение и задачи
Кибернетика установила, что управление присуще только системным объектам. Для них характерно понижение энтропии, направленность на упорядочение системы.
Процесс управления можно разделить на несколько этапов:
1. Сбор и обработка информации.
2. Анализ, систематизация, синтез.
3. Постановка на этой основе целей. Выбор метода управления, прогноз.
4. Внедрение выбранного метода управления.
5. Оценка эффективности выбранного метода управления (обратная связь).

Конечной целью теории управления является универсализация, а значит, согласованность, оптимизация и наибольшая эффективность функционирования систем.

### Методы управления
Методы управления, рассматриваемые теорией управления техническими системами и другими объектами, базируются на трёх фундаментальных принципах:
1. Принцип разомкнутого (программного) управления,
2. Принцип компенсации (управление по возмущениям) — такие системы управления применяются при ограниченном диапазоне изменений внешней среды, в зависимости от полноты информации о внешней среде системы управления по возмущениям могут обладать важным свойством: управление по возмущениям с полной информацией обеспечивает полную компенсацию воздействий внешней среды. Системы, в которых достигается полная компенсация, называются инвариантными. В них управляющее воздействие поступает в объект управления одновременно с воздействием внешней среды, нейтрализуя его. Однако в открытых системах предусмотреть все возможные возмущения затруднительно. Кроме того, функциональные зависимости между возмущающими и управляющими воздействиями могут быть неизвестны. Поэтому управление по возмущениям с неполной информацией приводит к накоплению ошибок.
3. Принцип обратной связи.

Управление можно разделить на два вида:
- стихийный: воздействие происходит в результате взаимодействия субъектов (синергетическое управление);
- сознательный: планомерное воздействие объекта (иерархическое управление).

При иерархическом управлении цель функционирования системы задается её надсистемой.
Примеры современных методов управления:
- Нелинейное управление
- Теория катастроф
- Адаптивное управление
- Построение оптимальных робастных регуляторов
- Игровые методы в управлении
- Интеллектуальное управление

### Внедрение выбранного метода управления
При внедрении чего-нибудь нового всегда существует предрасположенность к возникновению революционной ситуации, когда «верхи не могут управлять по-новому, а низы не желают жить по-старому». Поэтому должен быть разработан также алгоритм переходного процесса, который обеспечил бы бесконфликтный переход систем к новому для них виду функционирования.
Реализация желаемого алгоритма регулирования зависит от выбора структуры регулятора, поэтому алгоритм регулирования иначе называют законом регулирования. На данный момент уже выработано сравнительно небольшое количество типовых законов регулирования.
В практике автоматизации производственных процессов применяются регуляторы с линейными унифицированными законами регулирования. Наиболее известными и применяемыми являются следующие законы регулирования:
- Интегральные регуляторы (И-регуляторы)
- Пропорциональные регуляторы (П-регуляторы)
- Дифференциальные регуляторы (Д-регуляторы)
- Пропорционально-интегральный регулятор (ПИ)
- Пропорционально-дифференциальный регулятор (ПД)
- Пропорционально-интегрально-дифференциальный регулятор (ПИД)[7]

### Оптимизация АСР
Одним из важнейших шагов при разработке системы регулирования после выбора регулятора является поиск оптимальных параметров его настройки. Эта задача называется оптимизацией АСР. Целью такой задачи является подбор таких параметров регулятора, при которых все отклонения регулируемой величины от заданого значения были бы минимальными.
В идеальном случае для ступенчатого возмущения по каналу управления это такое же ступенчатое изменение регулируемой величины; для любого возмущения по каналу регулирования вообще не должно быть отклонения регулируемой величины.
Однако инерционные свойства объекта регулирования и самого регулятора ограничивают возможности последнею. Из-за несвоевременного внесения регулирующего воздействия наблюдаются объективно обусловленные для конкретного объекта регулирования пределы — минимальное отклонение регулируемой величины, меньше которого регулятор не может обеспечить.
Из этого следует, что задачей оптимизации является поиск таких параметров регулятора, которые обеспечивают максимальное приближение отклонения регулируемой величины к предельному минимальному, причем это минимально отклонение неизвестно до оптимизации.
Сложность и трудоемкость оптимизации АСР в первую очередь зависит от закона регулирования и числа искомых настроечных параметров. Для П- и И-регуляторов задача динамической оптимизации является однопараметрической, для ПИ-регуляторов — двухпараметрической, а для ПИД-регулятора — трехпараметрической.
В любом случае следует ожидать, что увеличение числа параметров регулятора преследует цель повышения качества его работы.

## Классификация
Имеются следующие наиболее общие подходы к теории управления:
- Процессный подход основывается на идее существования некоторых универсальных функций управления.
- Проектный подход основывается на идее управления изменениями от исходного состояния в целевое через управление мероприятиями, объединёнными целью.
- Системный подход сложился на базе общей теории систем: система — это некая целостность, состоящая из взаимозависимых подсистем, каждая из которых вносит свой вклад в функционирование целого.
- Ситуационный подход рассматривает любую организацию как открытую систему, постоянно взаимодействующую с внешней средой, следовательно, и главные причины того, что происходит внутри организации, следует искать вне её, то есть в той ситуации, в которой она реально функционирует.
- Универсальный подход сложился на базе научной школы универсологии, теории универсального управления, теории переходных процессов, теории относительности сознания, и рассматривает любую систему в совокупности её вертикальных и горизонтальных связей. С другой стороны, в бюллетене «В защиту науки», издаваемом Комиссией по борьбе с лженаукой и фальсификацией научных исследований при Президиуме РАН, универсология охарактеризована как лженаука[9].
- Субстратный подход, основанный на структурной оптимизации стратегии и принимаемых решений посредством выявления субстратов (ключевых моментов оптимизации) в значимых классах информационного контекста управленческой ситуации. Процесс построения такой структурно-субстратно-оптимальной стратегии называют структурной оптимизацией.